# Ачало
Ачало (чечен. Ачал) — боевая башня в Шатойском районе Чеченской Республики. Расположена на правом скалистом краю долины реки Кело, в 100 метрах к югу от покинутого села Ачалой. Примерная датировка XII—XIII вв.

## История
Башни в этой части Чечни были обследованы в конце XIX века географом А. Е. Россиковой. В 1893 высокогорный Шатойский район осматривался географом путешественником Г. И. Радде вместе с Е. Г. Кёнигом.
Северо-Кавказская археологическая экспедиция (СКАЭ) в 1965 году приступает к изучению боевых башен в Шатойском обществе.

## Описание
Башня направлена углами по сторонам света. Восточный её угол целиком обвалился. Толщина стен у неё разнообразна: фасада у обрыва 1,20 м, остальных стен 1,05 м. Так как башня возведена на отлогом склоне, то высота её с разных сторон неравные: у фасада — 17,80 м, у задней стены — 15,06 м. Фасад башни — юго-восточная стена сохранилась плохо. На высоте 2,75 метров от поверхности склона в ней сделан входной проем высотой около 2 метров. С внутренней стороны он раздается, венчаясь ложной стрельчатой аркой. Выше располагается второй вход, высота которого чуть больше 1,20 м. Под ним находится сквозная сторожевая щель. Юго-западная боковая стена сохранилась неплохо. В ней устроены две дозорные щели, а над ними — пять заостренных бойниц, которые внутри раздаются. Наверху сохранились четыре выдающихся камня. Центральные служили упорами для балкончиков машикулей, назначение боковых камней не очень понятно, вероятно, декоративное. Северо-западная, обратная, стена оснащена четырьмя треугольными амбразурами, которые размещены по две в ряд на уровне бойниц боковой стены. Над ними поднимаются два заостренных упора от машикулей. Северо-восточная, боковая, стена сохранилась плохо. В ней приметна одна бойница. Допустимо, эта стена была почти глухой. Судя по местоположению бойниц, башня могла быть пятиэтажной. Внутри неё существует выступ, окружающий все стены. На нем удерживались балки третьего этажа. Для крепления перекрытий других этажей предназначались особые нишеобразные пазы. Своими пропорциями и конструкцией башня Ачало напоминает по строению селений Макажой и Харкарой.

## Галерея

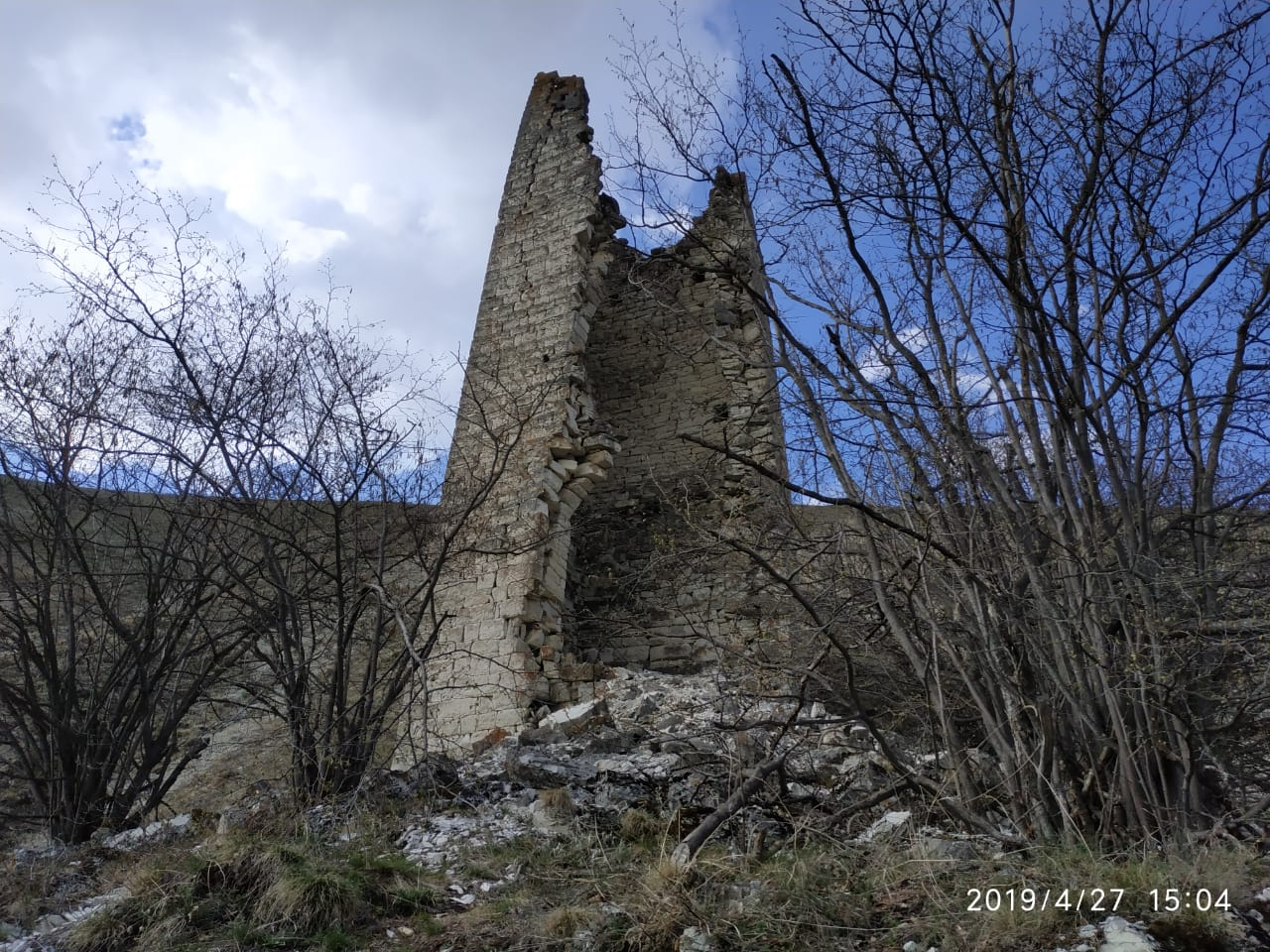
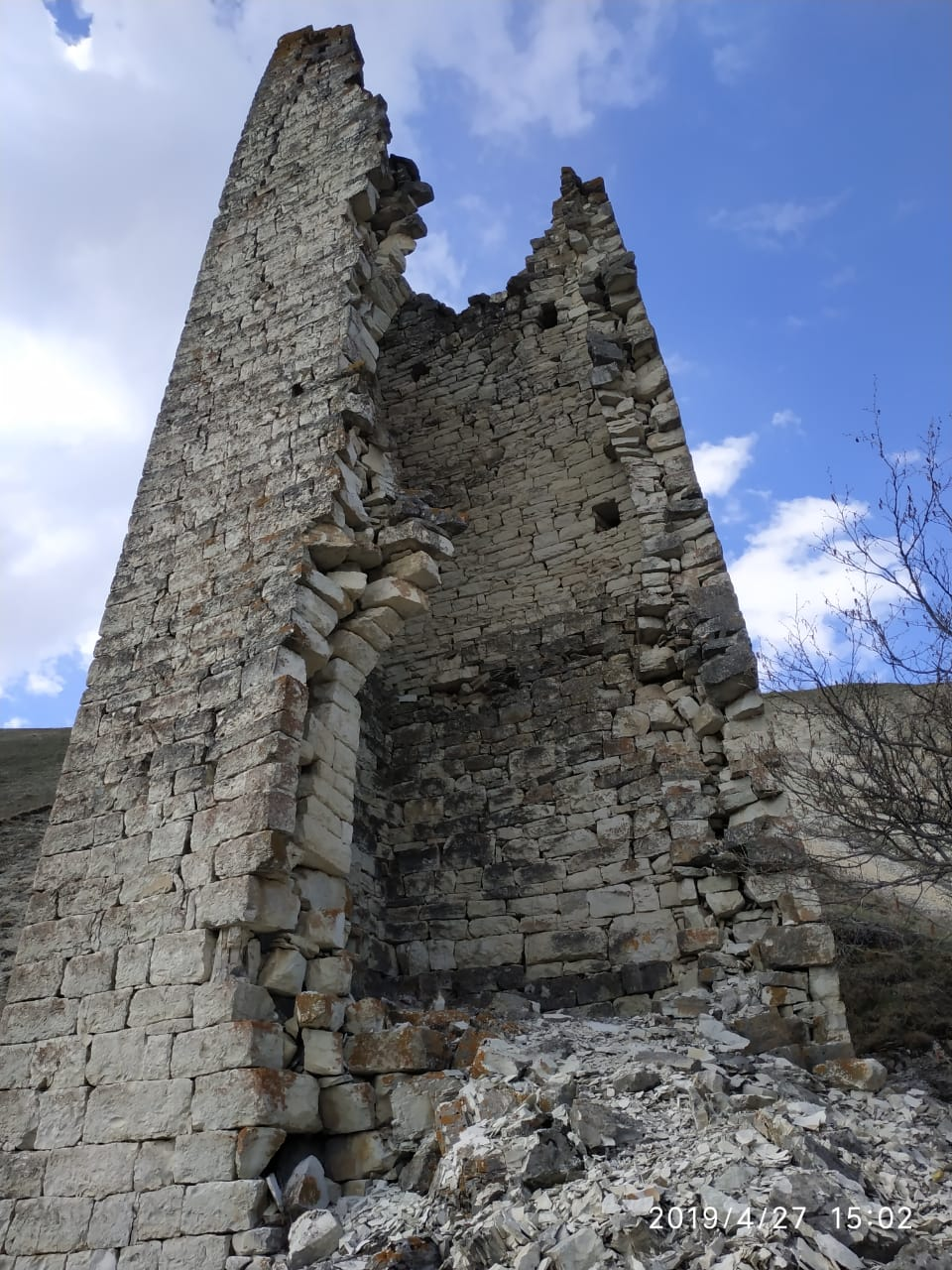
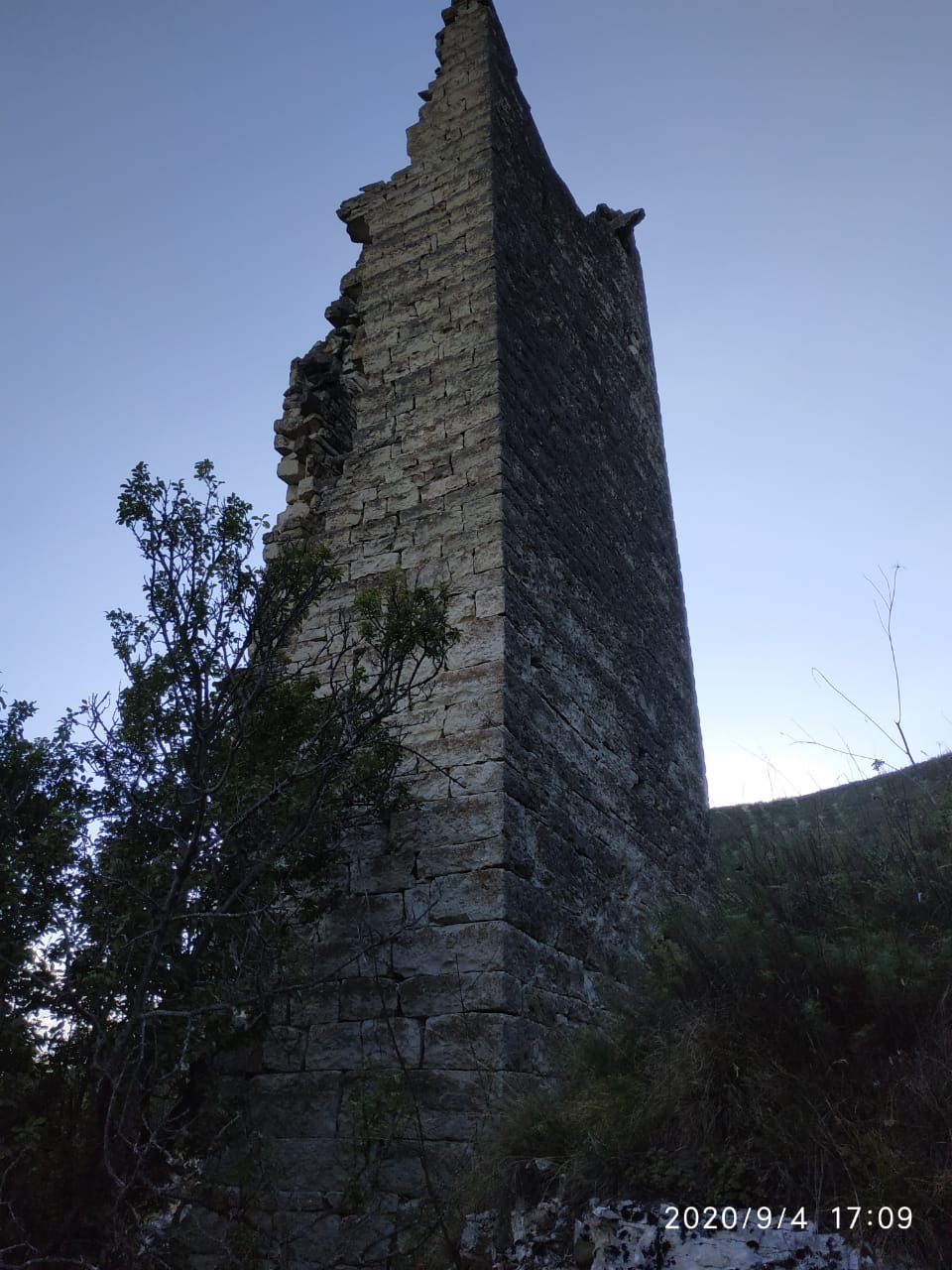
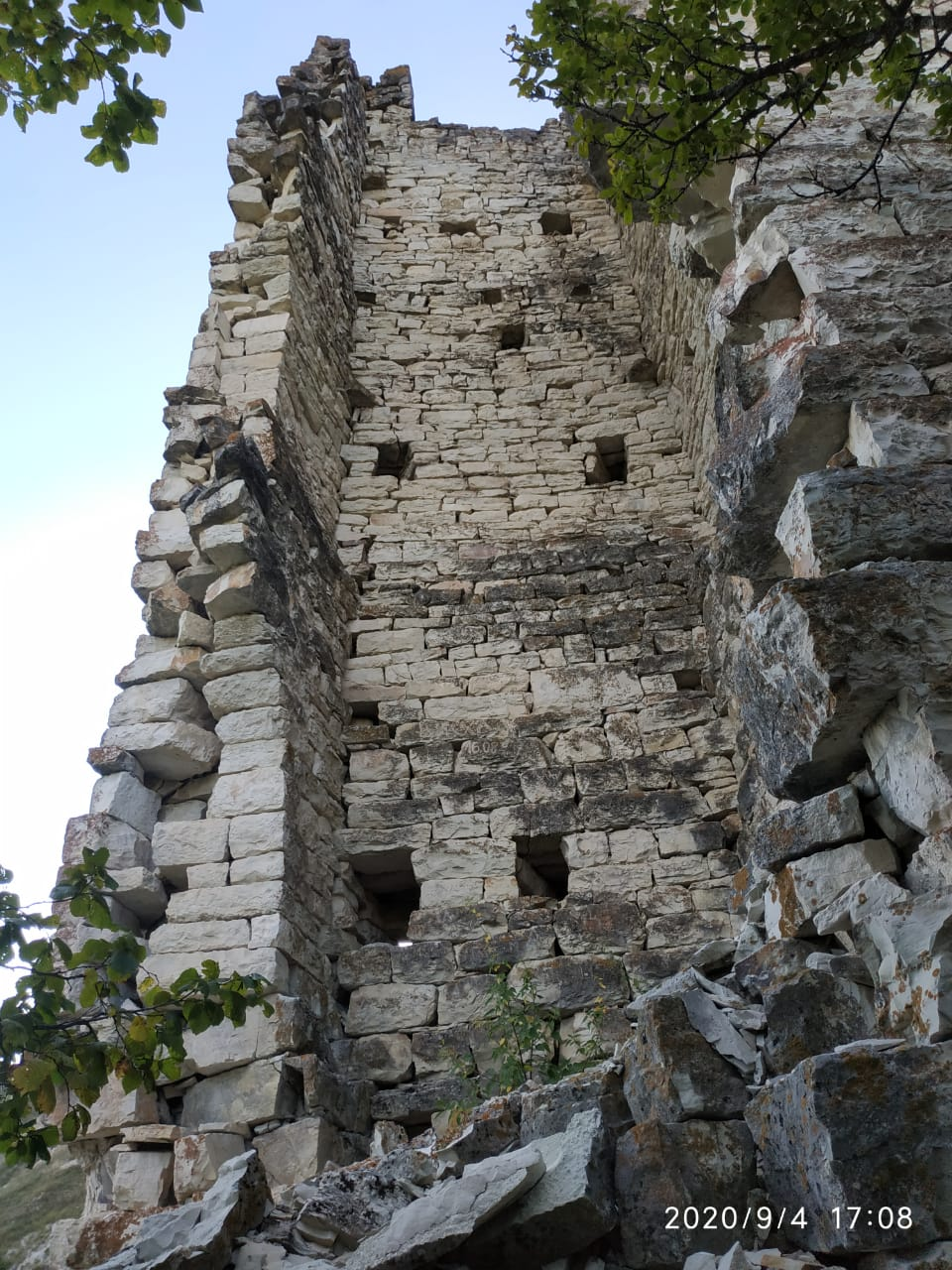
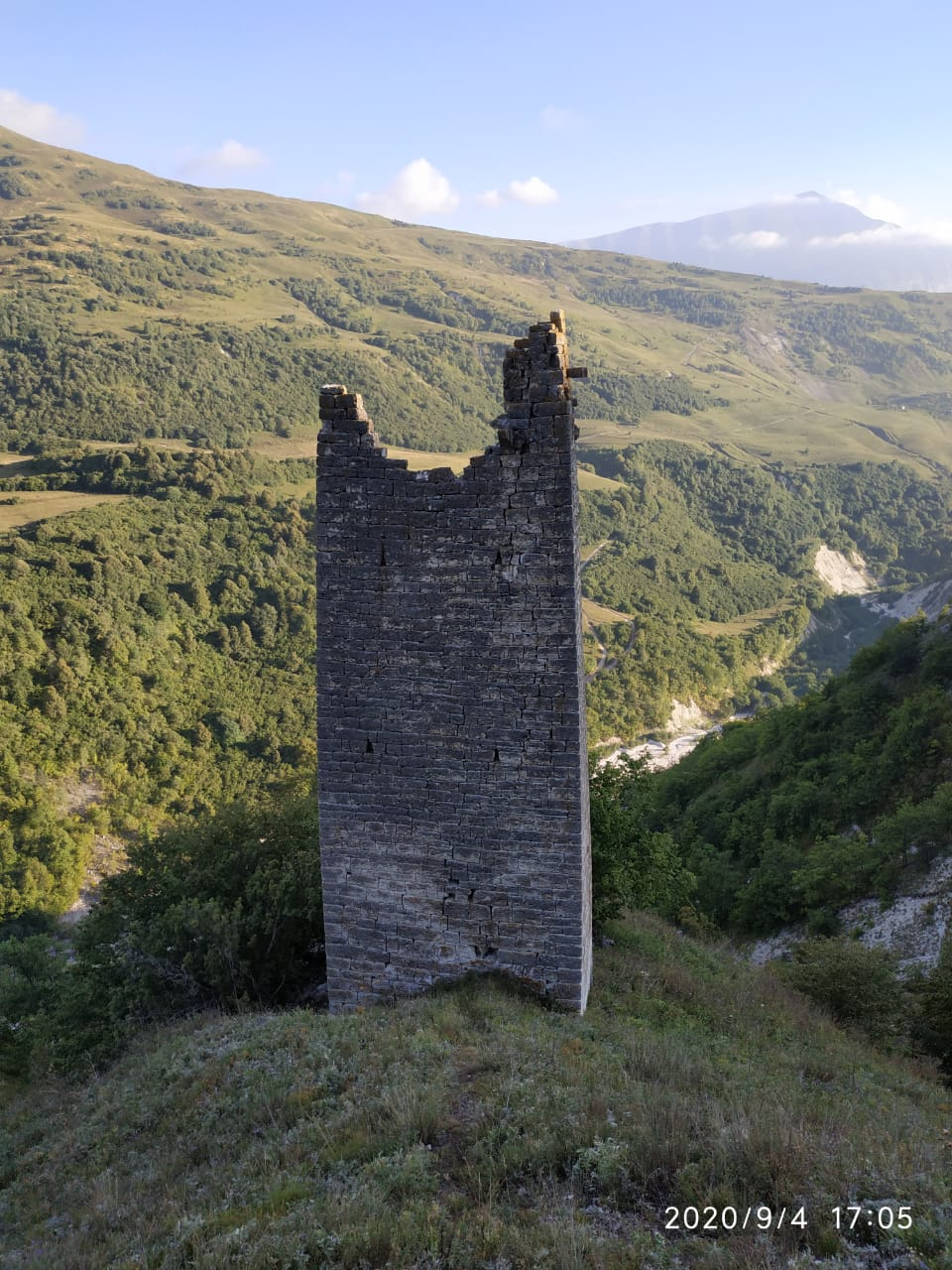